# 8379 Straczynski
8379 Straczynski è un asteroide della fascia principale. Scoperto nel 1992, presenta un'orbita caratterizzata da un semiasse maggiore pari a 2,6355967 UA e da un'eccentricità di 0,1928523, inclinata di 10,25709° rispetto all'eclittica.